# Модернизм в турецкой литературе
Модернизм в турецкой литературе — совокупность литературных явлений модернистского толка, характерная для литературы Турции периода второй половины XX века.

## Причины возникновения
Зарождение модернистского течения в Турции было вызвано рядом общественно-политических факторов. Период 1960-х — 1970-х годов характеризуется существенным ростом политической активности всех слоёв населения, обусловленной, в первую очередь, государственным переворотом, произошедшим 27 мая 1960 года. Основной целью офицеров, пришедших к власти, было возвращение к принципам Кемаля Ататюрка, так как ставили на первый план исполнение национальной воли. Будучи антиисламистами и антикоммунистами, они расправились с главными представителям главенствовавшей до них демократической партии — А.Мендересом и Дж. Баяром, и в 1961 г. представили гражданам страны новую Конституцию. Провозглашая Турецкую Республику «национальным, светским, демократическим, социально-правовым» государством, она при всём при этом «не была полностью демократической, открывала дорогу легальной деятельности и политическому исламу, и радикальному тюркизму».
Многие партии и общественные организации, созданные в тот период, помимо попыток объяснения экономической отсталости Турции, выражали открытое недовольство внешней и внутренней политикой правительства в условиях холодной войны. Это обостряло и политическую борьбу, и социальную обстановку в целом, так как интересны мелкой буржуазии пересекались с интересами рабочих и бюрократии, что впоследствии выливалось в столкновения и конфликты. Немаловажно также отметить и роль западных концепций и массовой культуры, которые осознавали несбыточность надежд и обещаний военных, данных ими после переворота 1960 года.

## Особенности
Модернистское направление, сложившееся к концу 1960-х годов как результат крайне разочарованности общества в обещанном военным переворотом прогрессе, получило называние «bunalım» — «литература отчуждения». В общем и целом, турецкий модернизм сформировался под влиянием западной школы экзистенциализма, видными деятелями которой были Ф.Кафка, А.Камю и другие. Он несёт в себе черты вышеупомянутого идейного течения, однако представляет собою более широкое явление, порождённое совокупностью социально-политических факторов и обострившимся духовным кризисом.
Первым произведением, нёсшим в себе черты модернистской идеологии, был роман А.Танпынара «Покой», где писатель стремится показать связь восточной и западной философии. Идеи цивилизационного кризиса, характерные для Танпынара, выражаются во внутренних переживаниях его героя и, как говорил сам автор, «Мы очень сузили человека, цели до предела ясны. Жизнь в головах очень многих словно утратила свое богатство». Несмотря на это, роман остаётся лишь вдохновлённым западными модернистскими идеями, но не полностью им подчиняющимся.
Истинно модернистский роман пришёл в литературу Турции на рубеже 1960—1970-х годах. Он нашёл наибольшее выражение в творчестве писателей, относящихся к «литературе кризиса». Однако турецкие авторы никогда прежде не сталкивались с одной из наиболее важных черт модернизма — героем-личностью, терзаемого многочисленными внутренними переживаниями, зачастую эфемерными и противоречивыми. Если западные прозаики умели мастерски раскрыть жизненный путь персонажа, представляя его как полноценный субъект с полностью сформировавшимся личностным самосознанием и мироощущением, то турецкие авторы в подобном случае встречались лицом к лицу с «непреодолимым препятствием в виде внутреннего мира героя», таким образом создавая отчуждённую, асоциальную личность, не такую полную и завершённую, как герой их западных коллег.
Несмотря на это, рассматривать модернистскую литературу Турции как подражательную или массовую было бы ошибкой, в виду того, что «подобная точка зрения совершенно неприменима к произведениям таких талантливых и самобытных художников, как О.Акбал, Л.Эрбиль и др.» Турецкие писатели-модернисты, признавая реальность лишь за внутренним миром человека, создавали уникальное для литературы того времени явление, а их произведения отличались исключительным мастерством и художественными качествами. Помимо этого, их герой, в отличие от западного, всегда был более демократичен и близок к народу, так как турецкая проза изначально была ориентирована на более низкие социальные круги, что помогало авторам указать на присутствовавшие в стране проблемы. Будучи «литературой кризиса», буналым не верила в возможности нового правительства и отражала господствующий кризис интеллигенции, как духовной, так и мелкобуржуазной. Здесь важно отметить тот факт, что писатели-модернисты противопоставляли себя реализму, но не пародировали его, так как элемент пародии в литературную парадигму привнесут уже постмодернисты.
Художественный стиль представителей данного течения был неким протестом, разочарованием в той модели развития, которую представляли турецким гражданам стоявшие у власти военные. К отличительным чертам произведений литературы «буналым» можно отнести «использование внелитературного материала, отказ от некоторых традиционных изобразительных средств, размытость сюжета, широкое использование приема „потока сознания“ и т. д.», представление одинокого человека среди реалий буржуазного общества.
Литература «буналым» в общем и целом обладает одной из наиболее важных черт модернизма — она представляет читателю отчуждённую личность, разочаровавшуюся в ценностях прошлого, то есть в проекте развития страны, представленном военным правительством. С.Утургаури выделяет две тенденции, характерные для модернистского противопоставления «человек — общество» — это тяготение к фрейдистской и экзистенциалистским концепциям человека. Представители первой категории склонны в своём творчестве создавать модель отчуждённого человека в вакууме, тем самым отвлекая читателя от истинных причин конфликта индивида и окружающего его мира, уводя литературу от её общественного назначения. Их романы являются самыми элитарными, они замыкают личность на самой себе, списывая все её проблемы на силу подсознания и инстинктов.
Писатели второй категории видят в отчуждении социальные причины, они не отдаляют своего героя от возможности воздействовать на свою судьбу, но в то же время подчёркивают тот факт, что в жизни господствует случай. Для них характерно активное использование таких приёмов, как «поток сознания» и т. д. Подобные идеи были более мобильны.
Писатели-представители этого течения были плотно связаны узами реализма, не одно десятилетие господствовавшего на литературной арене республики, что впоследствии привело к «обострению противоречий как внутри творчества отдельных писателей, так и между ними». Подобную тенденцию можно проследить на примере романа А. Ильхана «Sokaktaki Adam» («Человек на улице») 1950-х годов, в предисловии к которому автор сам говорит о том, что начинал писать это произведение с мыслями о создании образа героя противоположному образу, который надиктован деревенской прозой. Его персонаж должен был быть более размытым, замкнутым в себе и ориентированным на собственный внутренний мир. Это служит ярким примером тому, как модернизм, сталкиваясь с реализмом, вступал с ним в непосредственный контакт.
Модернистское направление в турецкой литературе, зародившись в рамках литературного течения «буналым» или «литературы кризиса», просуществовало на турецкой почве лишь десять лет, однако за этот короткий период «буналым» удалось взрастить плеяду писателей, внёсших огромный вклад в культурную жизнь страны.

## Представители
- Абдульхак Шинаси Хисар (1887—1963)
- Ахмед Хамди Танпынар (1901—1962)
- Октай Акбал (1923—2015)
- Лейла Эрбиль (1931—2013)
- Неджати Тосунер (1944)
- Селим Илери (1949)
- Огуз Атай (1934—1977)
- Бильге Карасу (1930—1995)